# Amt Cismar

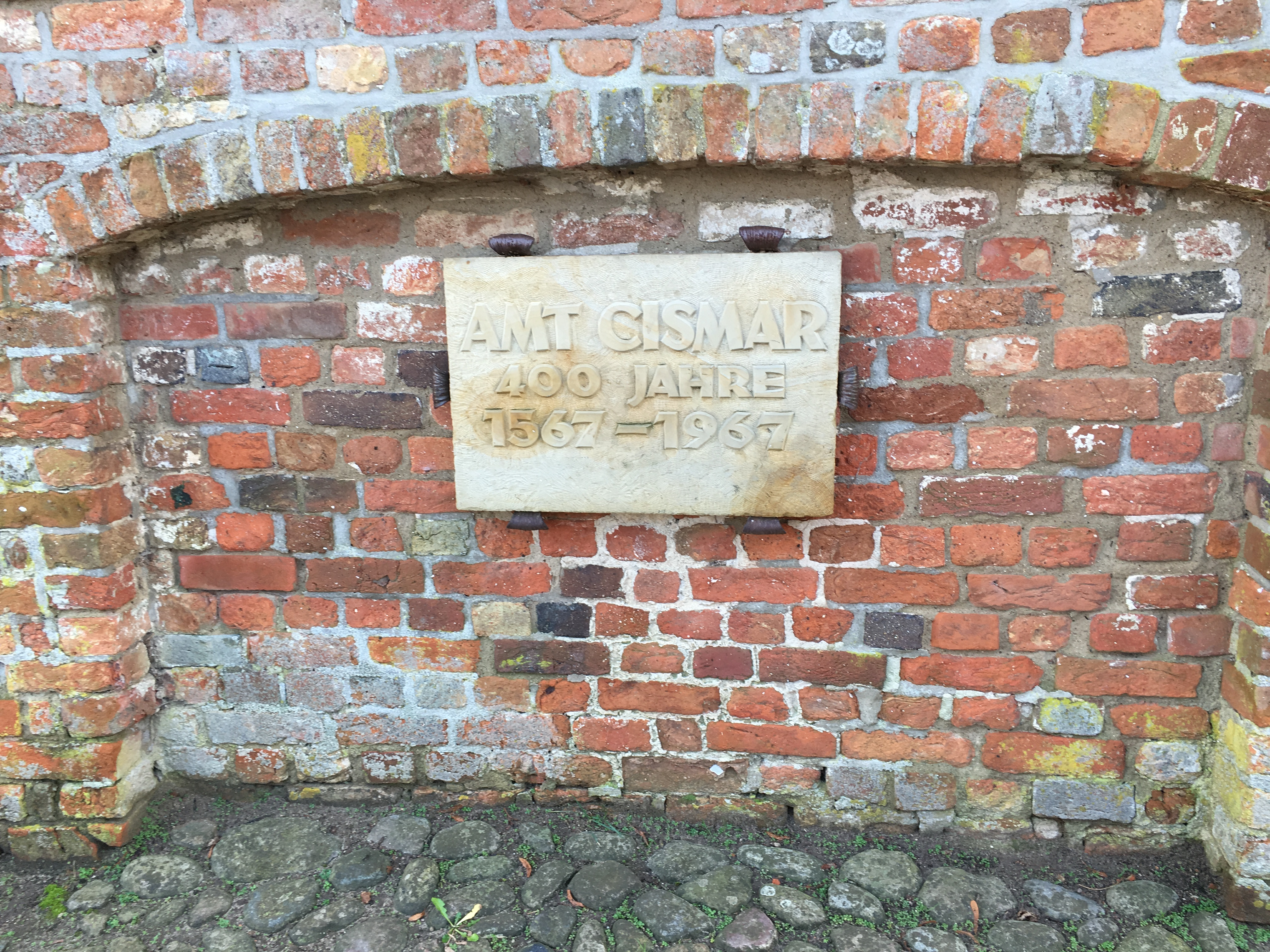
400 Jahre Amt Cismar

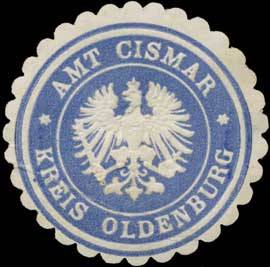
Siegelmarke des preußischen Amtes Cismar im Kreis Oldenburg

Das holsteinische Amt Cismar entstand 1544 und umfasste die Ländereien des in der Reformation säkularisierten Klosters Cismar.

## Geschichte

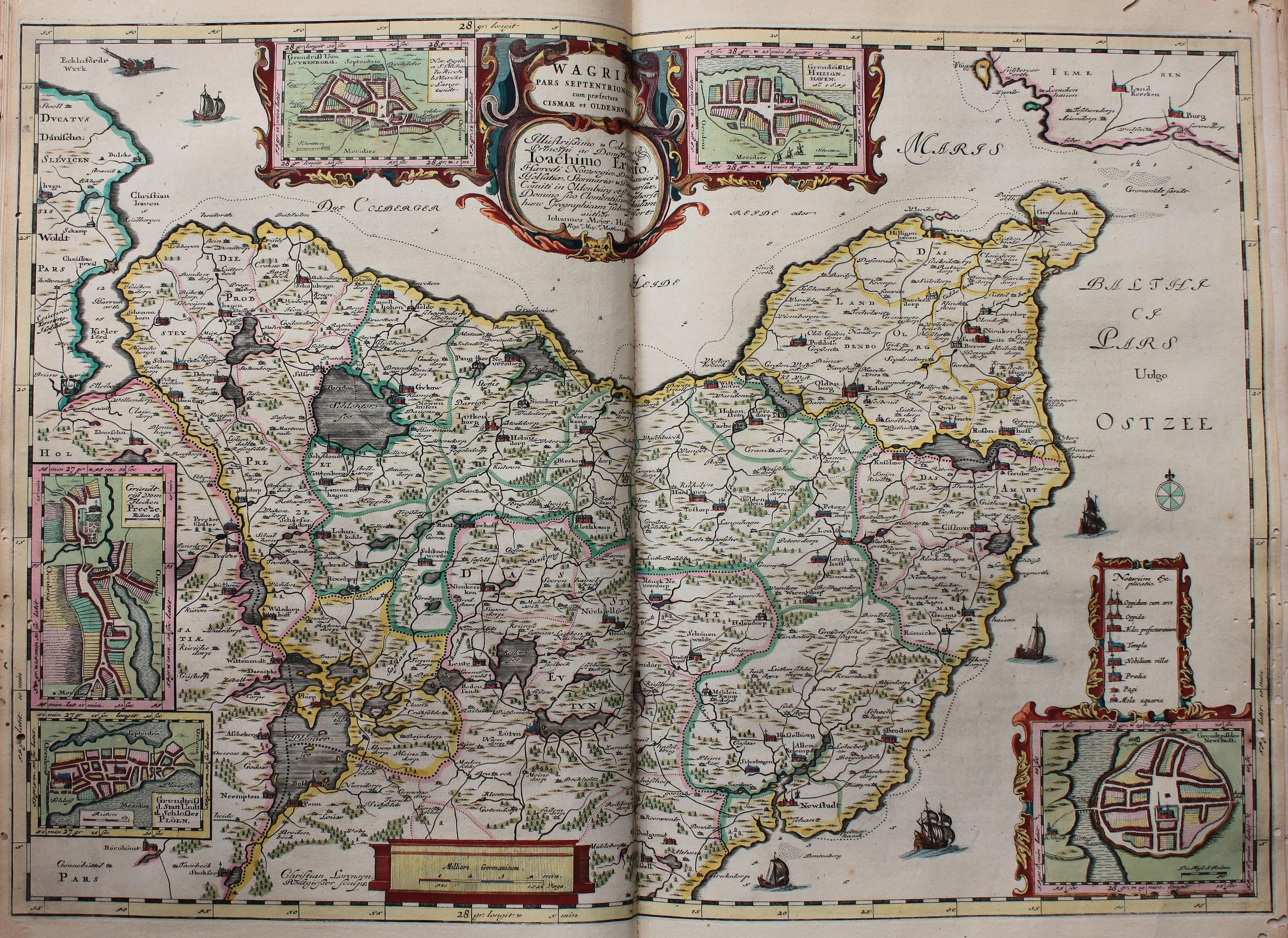
Karte Wagriens mit dem Amt Cismar

Das Amt entstand mit der Aufhebung des Klosters Cismar und fiel 1544 bei der Landesteilung durch König Christian III. als Bestandteil des herzoglichen Anteils an Herzog Adolf I. von Schleswig-Holstein-Gottorf. Eine bekannte nachreformatorische Persönlichkeit aus dem Amtsbezirk ist der Geistliche Johannes Stricker. Er wurde 1561 ordiniert, als er vom Amtmann Benedikt von Ahlefeldt als Prediger an die Klosterkirche in Cismar berufen wurde. Um 1572 übernahm er zudem das Pastorat von St. Jürgen in Grube von seinem Bruder Jeremias Stricker und zog um 1575 in das 1569 neu erbaute Pfarrhaus von Grube, das sich heute im Schleswig-Holsteinischen Freilichtmuseum in Molfsee befindet. 1576 findet sich seine Unterschrift unter dem Bedenken der zum Gottorfer Anteil des Herzogtums gehörenden Geistlichen gegen die Konkordienformel. In seinem Amt wurde er mit den Ausschweifungen und Übergriffen des holsteinischen Adels konfrontiert, die noch zunahmen, als das Amt Cismar 1576 an Detlef von Rantzau auf Kletkamp verpfändet wurde.
Das ebenfalls gottorfische Amt Oldenburg (Holstein), das seit 1544 vielfach vom Cismarer Amtmann mit verwaltet wurde, fiel 1768 an das Hochstift Lübeck. Die Amtmänner von Cismar waren zu dieser Zeit nicht nur in Personalunion Amtmänner des Amts Oldenburg, sondern verwalteten als holsteinische Landräte auch Fehmarn und als Gouverneure die Stadt Neustadt in Holstein. Mit dem Vertrag von Zarskoje Selo erfolgte 1773 der Übergang des Amts Cismar vom Herzoglichen Anteil auf den Königlichen Anteil.

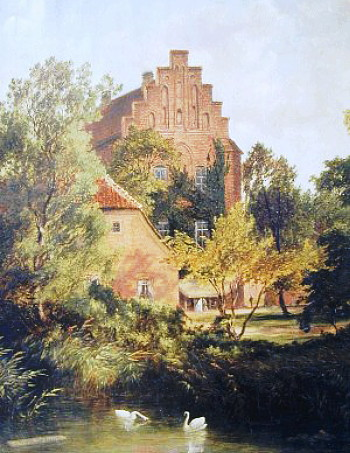
Friedrich Loos: Amtshaus Cismar (1860)

Das Amt umfasste bis 1842 einen fast geschlossenen Bezirk zwischen Grube, Dahme und Neustadt mit Schwerpunkt in der heutigen Gemeinde Grömitz, nämlich die Ortschaften
- Cismar mit zahlreichen Nebenwohnplätzen, Dahme, Gosdorf, Grömitz, Grönwohldshorst, Grube, Guttau, Jasen, Kellenhusen, Körnik, Lenste, Nienhagen, (Alt-)Ratjensdorf mit Morest, Rüting, Ruhleben (bei Neustadt), Suxdorf, Hohelieth und Thomsdorf.

Dem Cismarer Amtmann waren auch – allerdings nur für Zwecke der Steuererhebung – dem lübeckischen Stadtstift gehörende Orte zugewiesen, nämlich
- Bentfeld, Bliesdorf, Dazendorf, Giddendorf, Heringsdorf, Kaköhl, Kembs, Klötzin, Marxdorf, Merkendorf, Rellin (teilweise), Klein-Schlamin, Sulsdorf.

Im Jahr 1843 kam das Amt Kollegiatstift (mit seinen Besitzungen) – im Rahmen des durch den im Plöner Vertrag von 1842 vereinbarten Gebietsaustausches zwischen dem Fürstentum Lübeck und Holstein zur Bereinigung der verstreuten Besitzungen – an Holstein und wurde in das Amt Cismar eingegliedert. Im Einzelnen waren dies die Dörfer
- Altgalendorf, Klein Wessek, Nanndorf, Neuratjensdorf, der zum Großherzogtum Oldenburg gehörenden Teil an dem Dorf Rellin, Techelwitz und Teschendorf.

Das Amt wurde 1867 bei Einführung der Landkreise mit fast dem gesamten bisherigen Oldenburger (Adels-)Distrikt, den Städten Neustadt, Oldenburg und Heiligenhafen, 12 Dörfern des Lübecker Stadtstifts, dem Kirchdorf Neukirchen und den Großherzoglich Oldenburgischen Fideikommißgütern im neuen Kreis Oldenburg zusammengefasst. Dabei war Cismar noch bis 1921 Sitz der Kreisverwaltung, erst dann erfolgte deren Umzug in das namensgebende Oldenburg (Holstein). Die Gerichtsfunktion des Amtes ging auf das neu gebildete Amtsgericht Cismar über.

## Amtmänner
- 1544–: Joachim von Rantzau
- um 1595–1600: Detlev von Rantzau
- 1649–: Claus von Qualen

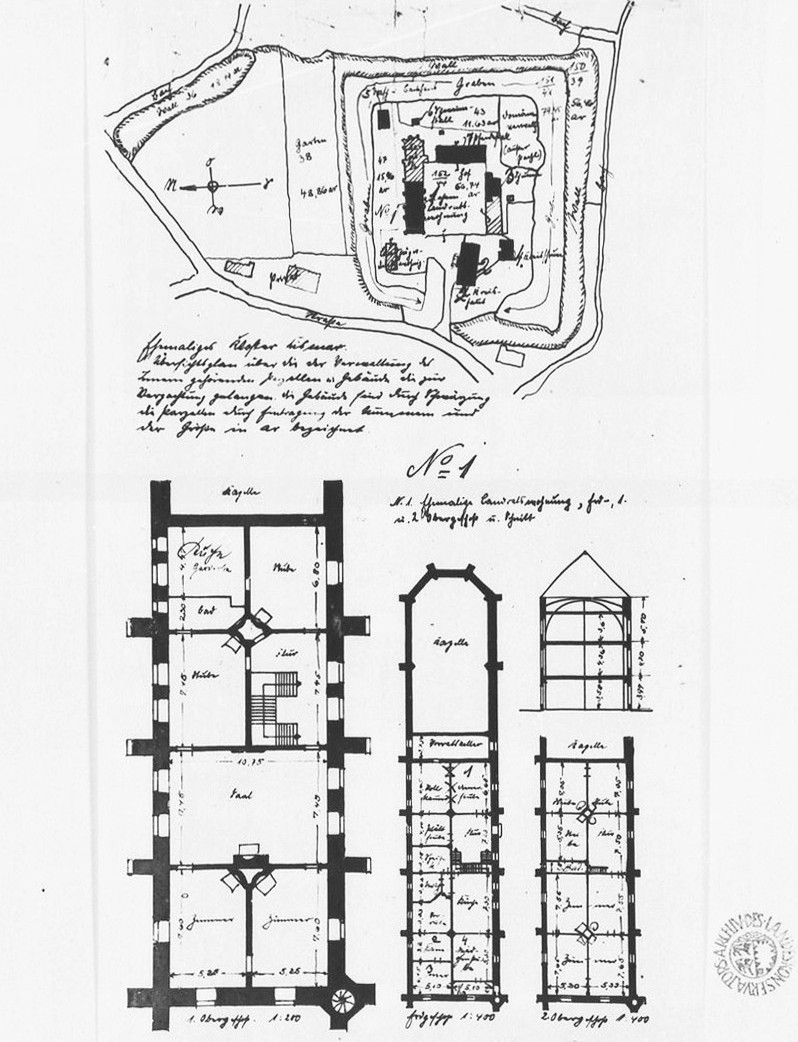
Kloster Cismar: Lageplan und Grundriss mit Amtswohnung des Amtmanns.

- um 1671: Hans von Rantzau, zugleich für Oldenburg
- 1680er: Joachim von Ahlefeldt (1650–1701)
- 1704–1713: Gregor Philipp von Negendank († 1728), 1690 Kammerjunker in Schleswig-Holstein
- 1713–1721: von Brandis
- 1721–1728: Gregor Philipp von Negendank († 1728)
- 1728–1743:  Gustav Adolph von Negendank († 1743), Erbherr auf Schwissel
- 1744–1749: Bernhard Ludwig von Platen
- 1750–1762: August von Brockdorff
- 1762– : Landrat David Reinhold von Sievers († 1814)
- 1796–1798: Christian Friedrich von Brockdorff
- 1798–1802: Detlev von Buchwald
- 1802–1808: Christoph Conrad Graf von Holk
- 1808–1810: Otto Dietrich von Staffeldt
- 1810–1813: Landrat Adolph Wilhelm Schack von Staffeldt
- 1813–1816: Adolf von Bülow († 11. Dezember 1816), Vater von Bernhard Ernst von Bülow
- –1827: Wilhelm Carl von Kardorff (1792–1827), Vater von Wilhelm von Kardorff
- 1827–1834: Carl Emil von Kardorff
- 1834–1838: Theodor von Reventlow
- 1839–1860: Heinrich von Döring (1805–1880)
- 1860–1866: Cay Lorenz von Brockdorff (Landrat)